# Этинилэстрадиол
Этинилэстрадио́л (17-альфа этинилэстрадиол) является искусственным эстрогеном, производным эстрадиола. Впервые он был синтезирован в 1938 году в Германии. Это вещество обладает свойствами эстрогенов и способно участвовать в регуляции полового цикла женщин, стимулировать развитие женских половых признаков, регулировать обменные процессы, увеличивать свёртываемость крови, поддерживать прочность костной ткани. Этинилэстрадиол входит в состав многих гормональных препаратов, предназначенных для коррекции нехватки эстрогенов и для контрацепции. Средства на основе этого вещества используют для лечения определённых онкологических заболеваний. В организме этинилэстрадиол метаболизируется преимущественно в печени. При этом образуется множество соединений, некоторые из которых обладают гормональной активностью. Этинилэстрадиол выводится как почками, так и печенью.